# Хот-дог

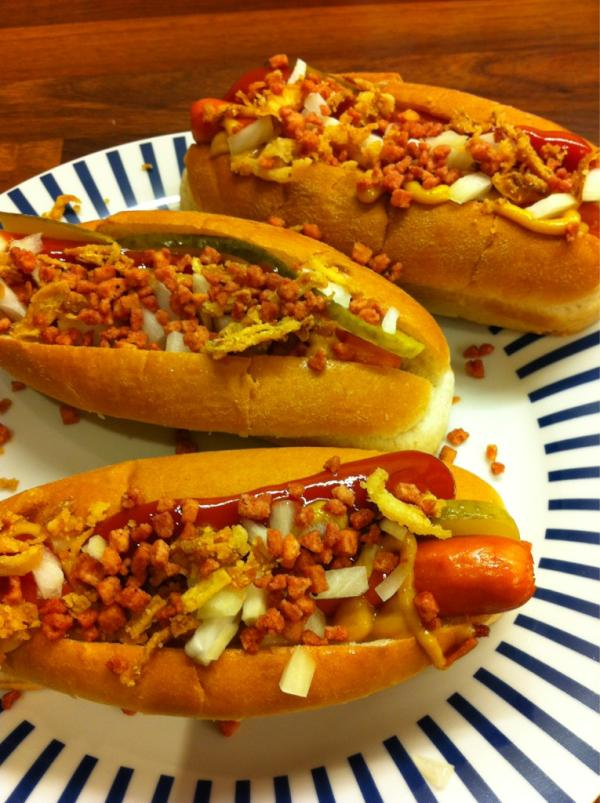
Хот-доги с кетчупом, горчицей, сырым луком, жареным луком, кусочками искусственного бекона и нарезанным солёным огурцом

Хот-дог (англ. hot dog, дословно — «горячая собака») — бутерброд в виде продолговатой булочки, в разрез которой укладывается разогретая сосиска, соус и другие дополнительные компоненты.
Приготовление хот-догов и приправы к ним варьируются по всему миру. Типичные приправы включают горчицу, кетчуп, майонез, релиш и сырный соус. В качестве гарниров обычно используются лук, квашеная капуста, халапеньо, чили, тёртый сыр, капустный салат, бекон и оливки. Разновидностями хот-дога могут считаться корн-дог и сосиска в тесте. Культурные традиции хот-дога включают конкурсы Nathan’s Hot Dog Eating Contest и Oscar Mayer Wienermobile.
Виды сосисок для хот-дога были позаимствованы в США из Германии. В США они стали уличной едой рабочего класса, которую продавали в киосках и тележках. Хот-дог стал тесно ассоциироваться с бейсболом и американской культурой. Хотя хот-дог был особенно связан с Нью-Йорком и его кухней, в конце концов, в XX веке он стал повсеместно распространён по всей территории США. Его приготовление варьируется по регионам страны, становясь важной частью других региональных кухонь. Хот-дог — неотъёмлемая часть датской гастрономической культуры.

## История
Слово «франкфуртер» происходит от Франкфурта, Германия, где зародились свиные сосиски, похожие на хот-доги. Франкфуртские сосиски были известны с XIII века и дарились народу по случаю императорских коронаций, начиная с коронации Максимилиана II, императора Священной Римской империи. Слово «винер» относится к Вене, Австрия, родине сосисок из смеси свинины и говядины. Иоганн Георг Ланер, мясник XVIII—XIX веков из франконского города Кобурга, привёз франкфуртер в Вену, где добавил в фарш говядину.
Доподлинно неизвестно, кто начал подавать сосиски в булочке. Одно из самых сильных утверждений исходит от Гарри М. Стивенса, который был концессионером. Утверждается, что, работая на нью-йоркском стадионе «Поло Граундс» в 1901 году, он придумал использовать маленькие французские булочки для подачи сосисок, когда закончилась вощёная бумага, которую он использовал.

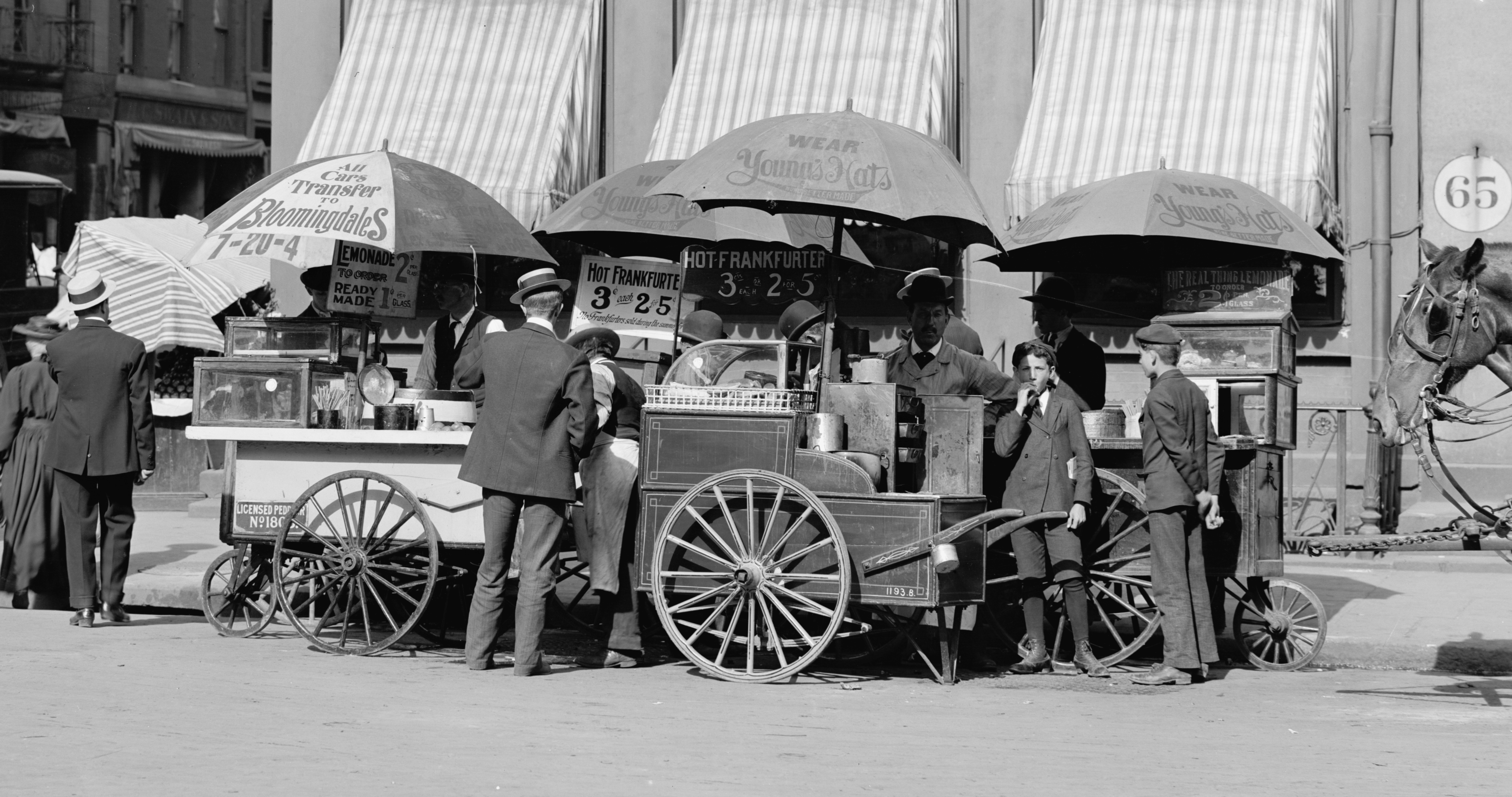
Тележки, торгующие сосисками в Нью-Йорке. Цена указана как «3 цента за штуку или 2 за 5 центов». Около 1906 года

Немецкий иммигрант по фамилии Фойхтвангер из Франкфурта-на-Майне предположительно стал пионером этой практики на американском Среднем Западе, существует несколько версий этой истории с различными деталями. Согласно одной из версий, жена Фойхтвангера предложила использовать булочку в 1880 году: Фойхтвангер продавал хот-доги на улицах Сент-Луиса, Миссури, и выдавал своим клиентам перчатки, чтобы они могли брать сосиски, не обжигая рук. Потеряв деньги, когда покупатели не возвращали перчатки, жена Фойхтвангера предложила подавать сосиски в булке. По другой версии, Антуан Фойхтвангер, или Антон Людвиг Фойхтвангер, подавал сосиски в булках на Всемирной выставке 1904 года в Сент-Луисе, либо ранее, на Всемирной Колумбовой выставке 1893 года в Чикаго — опять же, якобы потому, что белые перчатки, предоставленные покупателям для защиты рук, были оставлены покупателями на память.
Другим возможным родоначальником подачи сосисок в булочках является продавец пирогов Чарльз Фелтман на Кони-Айленде в Нью-Йорке. В 1867 году он сделал тележку с плитой, на которой варились сосиски, и отсеком для сохранения свежести булочек, в которых они подавались. В 1871 году он арендовал землю для строительства постоянного ресторана, и бизнес разросся.

## Этимология
Термин «собака» использовался как синоним колбасы с XIX века, возможно, из-за обвинений в том, что производители колбас использовали собачье мясо в своей продукции. В Германии употребление собачьего мяса было распространено в Саксонии, Силезии, Анхальте и Баварии в XIX и XX веках. Подозрения, что в сосисках содержится собачье мясо, «иногда оправдывались».

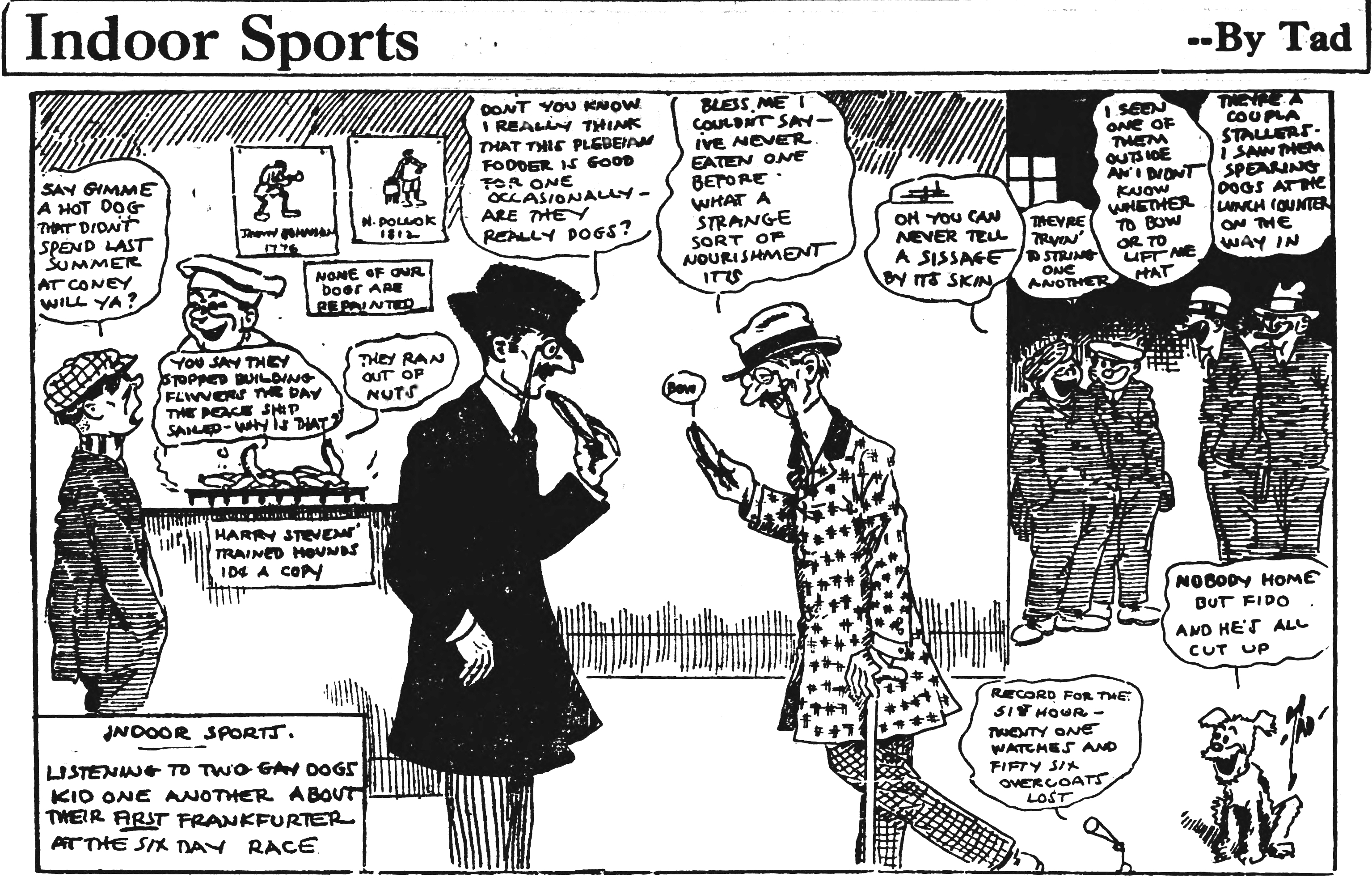
Стрип Тада Доргана «Крытый спорт» от 8 января 1916 года с использованием термина «хот-дог»

Раннее использование термина «хот-дог» в отношении сосисок появилось в газете Evansville Daily Courier (Индиана) 14 сентября 1884 года: «даже невинному „сосисочнику“ будет запрещено раздавать хот-доги на углу улицы». Термин использовался для обозначения сосиски в оболочке в газете Paterson Daily Press (Нью-Джерси) 31 декабря 1892 года: «„хот-дог“ был быстро вставлен в прореху в булке». Последующие употребления включают New Brunswick Daily Times (Нью-Джерси) 20 мая 1893 года, New York World 26 мая 1893 год и Knoxville Journal (Теннесси) 28 сентября 1893 года.
Согласно одной из историй, использование полного словосочетания «хот-дог» (по отношению к сосиске) было придумано газетным карикатуристом Тадом Дорганом около 1900 года в карикатуре, запечатлевшей продажу хот-догов во время бейсбольной игры «Нью-Йорк Джайентс» на стадионе «Поло Граундс». Однако самое раннее использование Дорганом термина «хот-дог» относится не к бейсбольной игре на поле, а к велосипедным гонкам в «Мэдисон-сквер-гарден», в газетеThe New York Evening Journal от 12 декабря 1906 года термин «хот-дог» в отношении сосисок уже был в употреблении.

## Интересные сведения
- 23 июля отмечается неофициальный праздник США — День хот-дога. 23 июля 1957 года этот праздник был официально установлен Торговой палатой США[16]. В 1994 году был создан Национальный совет хот-дога и сосисок, занимающийся изучением качества продукта, его дегустацией и рекламой.
- Объём сосисочного рынка США оценивается в 1,7 млрд долларов США. Среднестатистический американец съедает в год более 60 хот-догов.
- В серии игр «Sonic the Hedgehog» присутствует блюдо под названием «Чили-дог», очень похожее на хот-дог.
- 4 июля 2018 года на конкурсе по поеданию хот-догов гражданин США Джоуи Честнат съел за 10 минут 74 хот-дога, побив собственный рекорд, достигнутый в 2018 году — 72 хот-дога[17].
- В 1987 году во Франкфурте, в Германии, отпраздновали 100-летие хот-дога. Хотя австрийцы оспаривают это и считают, что их венские сосиски являются доказательством происхождения хот-дога.

## В разных странах мира

### США

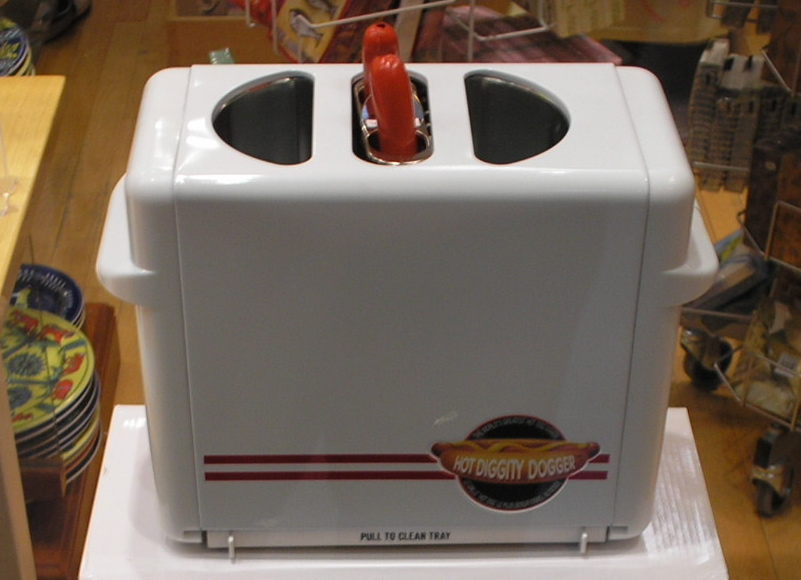
Тостер для булочек с хот-догами

В США термин «хот-дог» относится как к самой сосиске, так и к комбинации сосиски и булочки. За прошедшие годы появилось много прозвищ, относящихся к любому из них, в том числе «сосиски», «франк», «винер», «кони» и «красный горячий». Ежегодно американцы потребляют 20 миллиардов хот-догов. В киосках и фургонах с едой продаются хот-доги на улицах и шоссе. Бродячие торговцы хот-догами продают свою продукцию рядом со стадионами и бейсбольными площадками. В продовольственных магазинах хот-доги держат на вращающихся решётках. 7-Eleven продаёт самое большое количество хот-догов в Северной Америке — 100 миллионов ежегодно. Хот-доги также часто встречаются в детском меню ресторанов. Сети ресторанов быстрого питания обычно не продают хот-доги из-за более короткого срока хранения, более сложных начинок и приготовления, а также из-за несоответствия ожиданиям потребителей.

### Чили
Разновидность хот-дога, распространенная в Чили, известна под названием комплето.

## Галерея

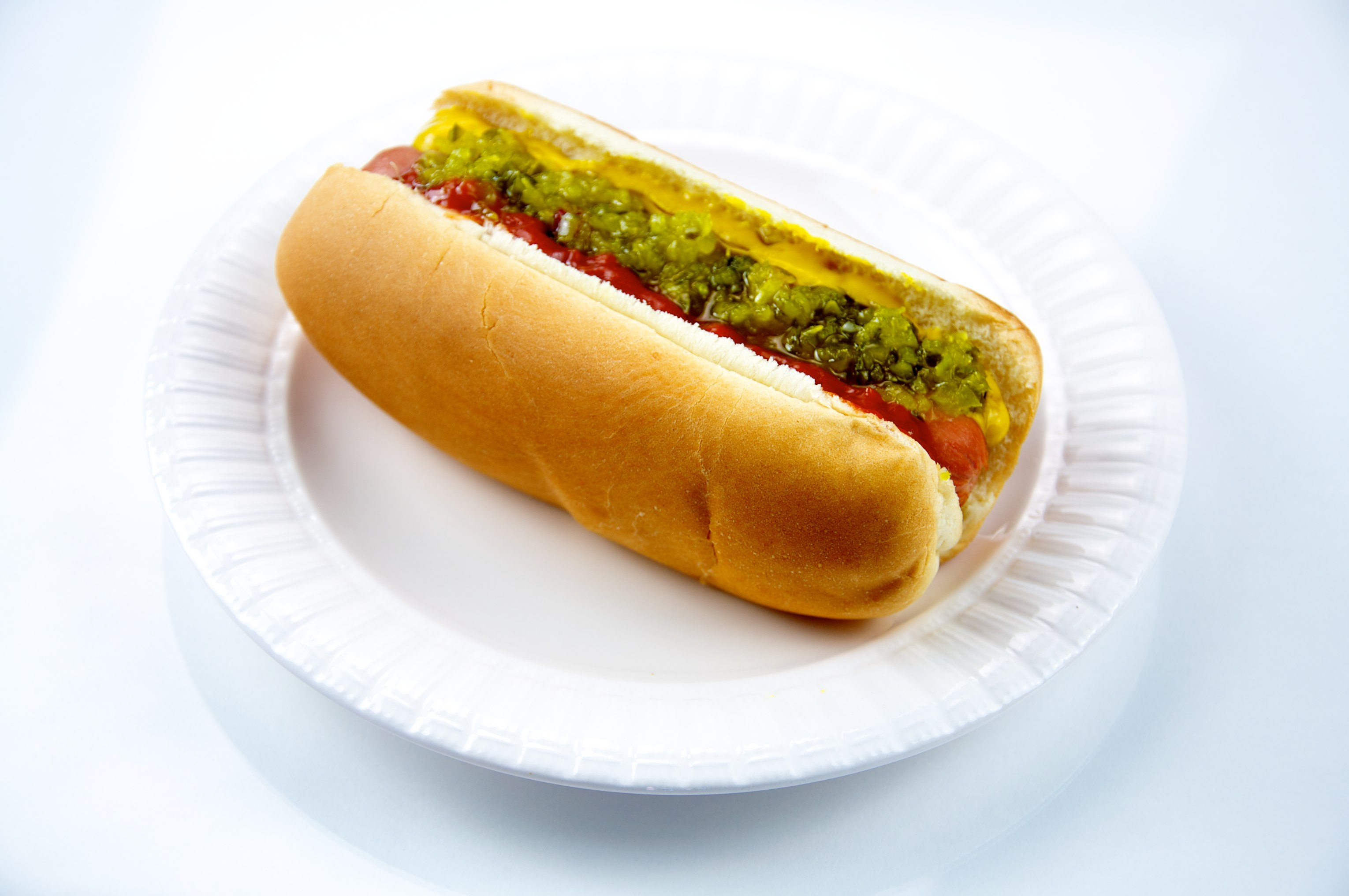
Хот-дог с кетчупом, горчицей и солёным огурцом
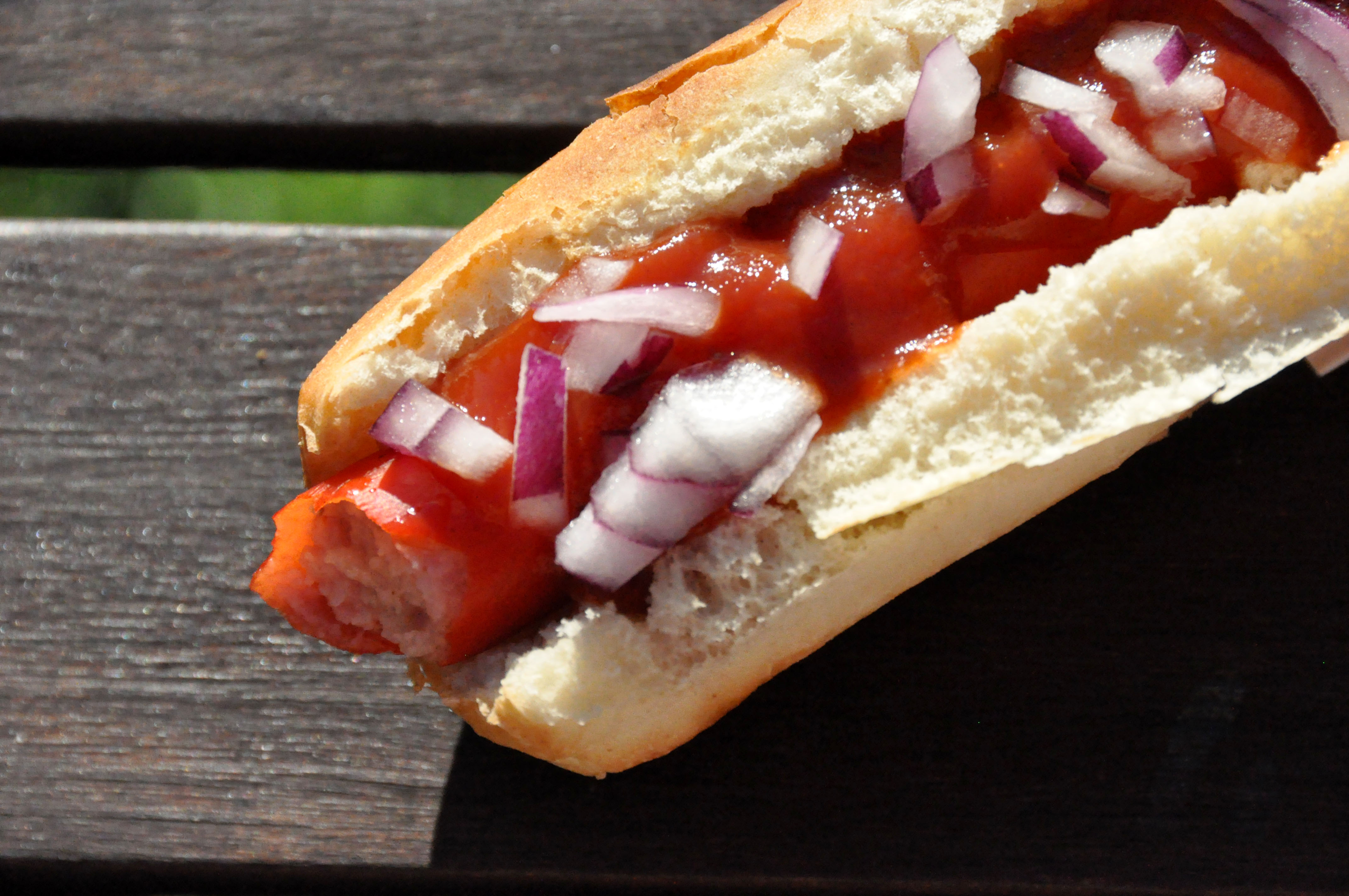
Хот-дог с кетчупом и луком
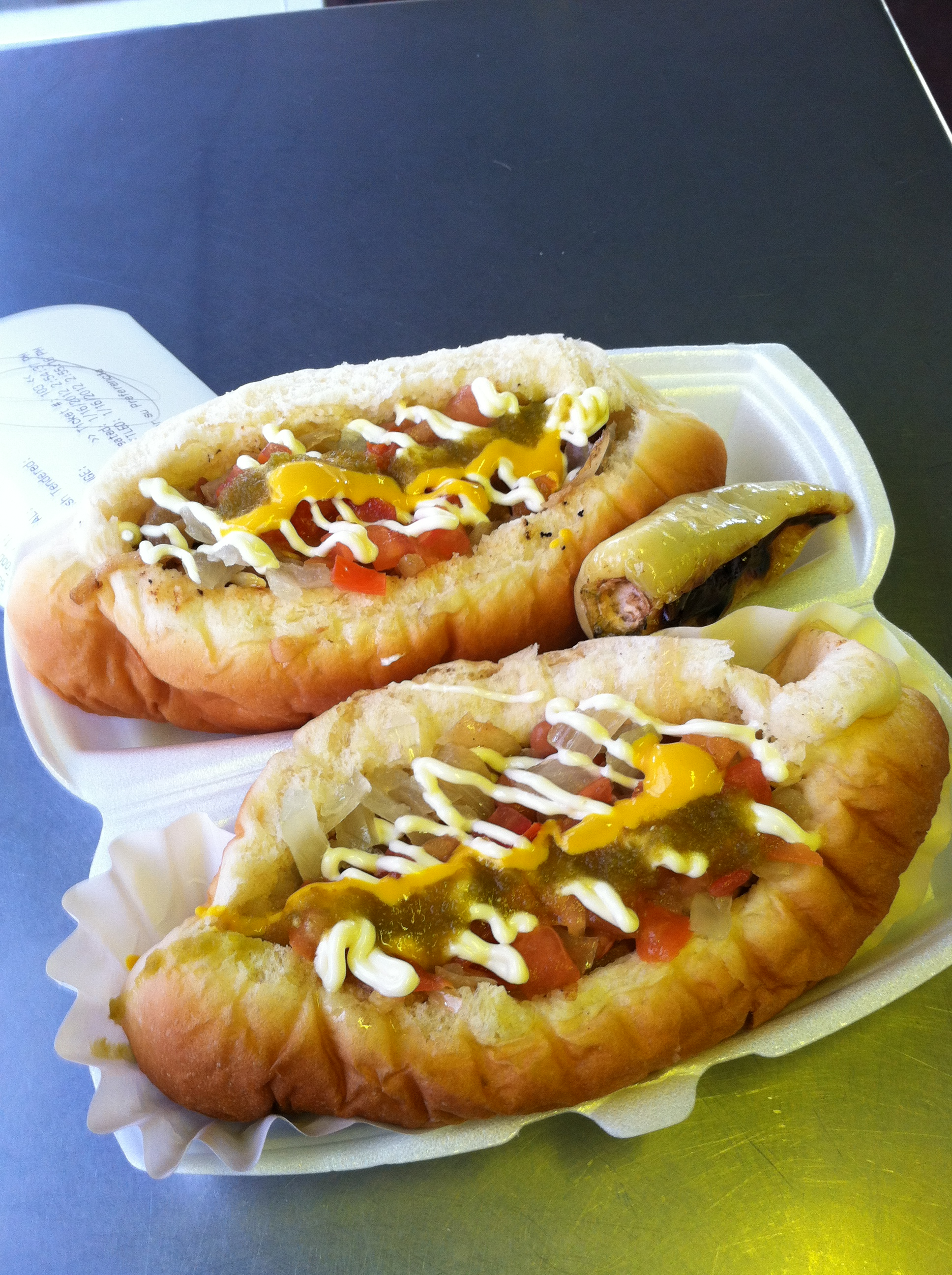
Хот-дог по-сонорански
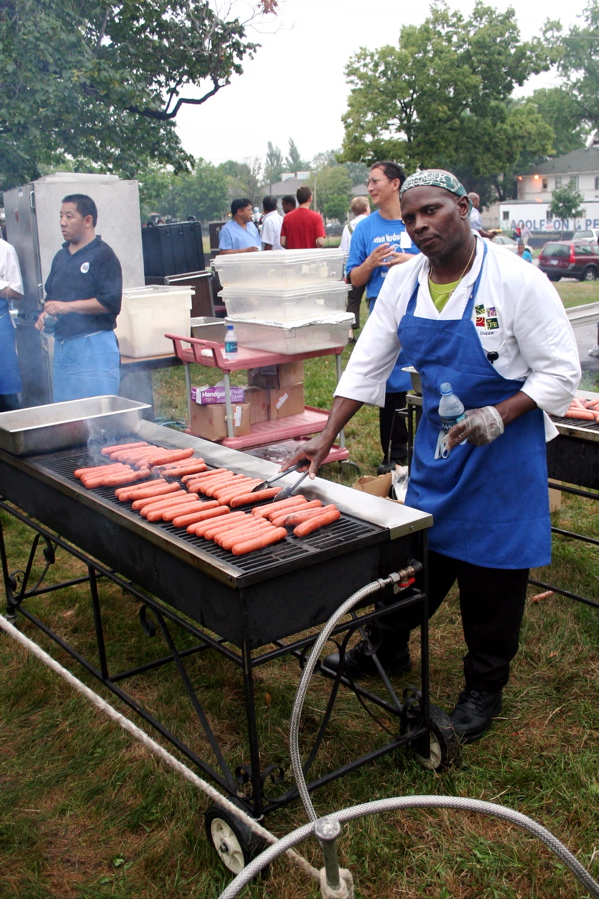
Хот-доги на гриле
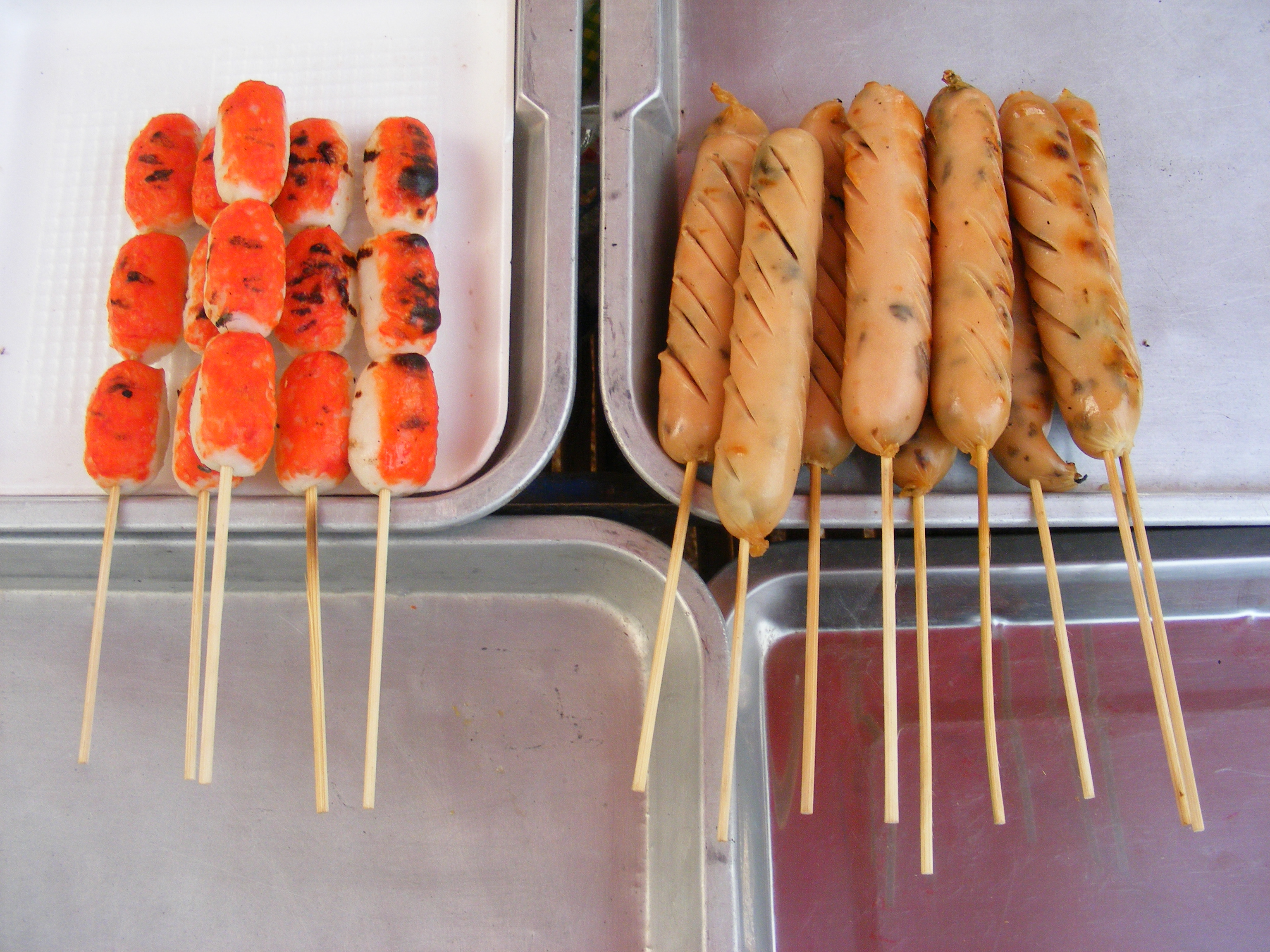
Сосиски гриль на палочках для продажи в Таиланде
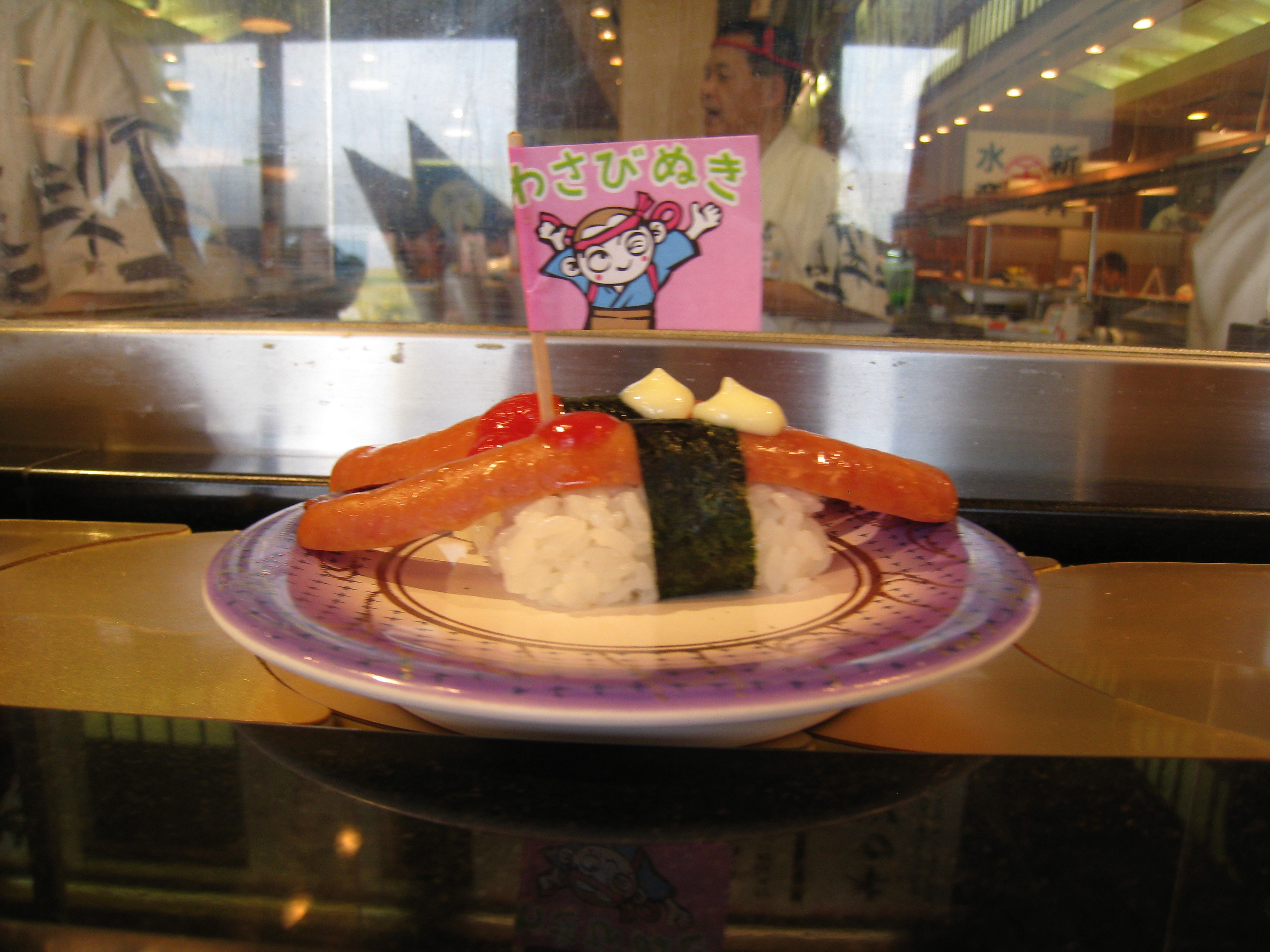
Суши с хот-догами
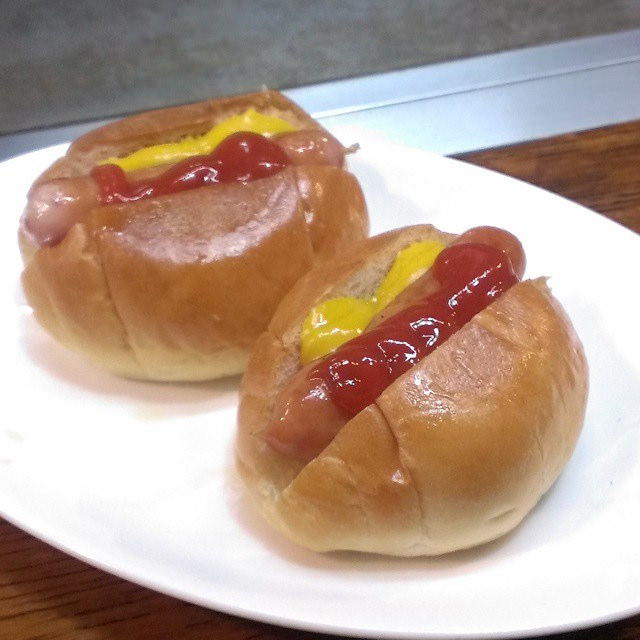
Миниатюрные хот-доги в Японии
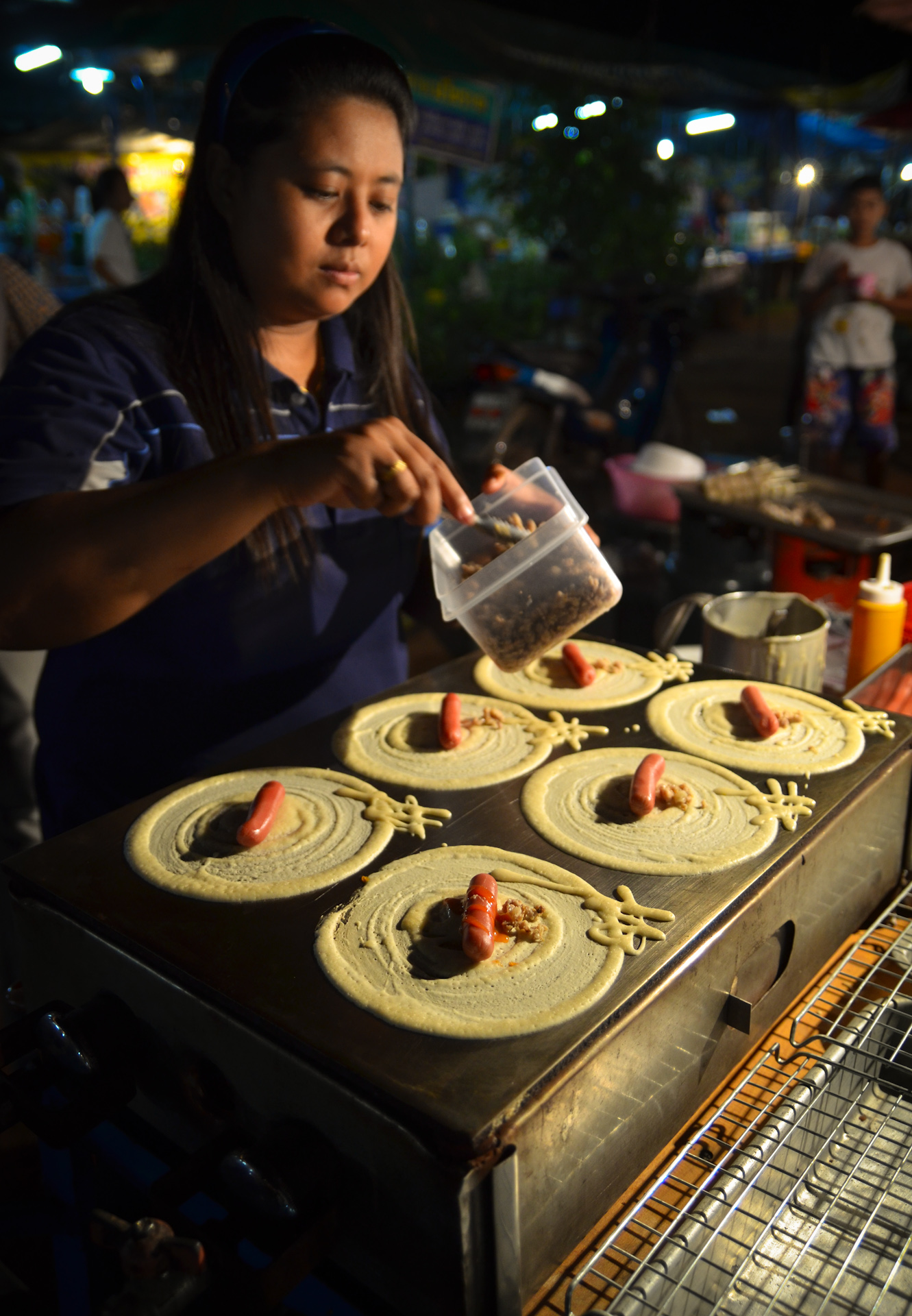
Готовится блинчик в тайском стиле с колбасой для хот-дога на ночном рынке